# Galaganath, Haveri
Galaganath là một làng thuộc tehsil Haveri, huyện Haveri, bang Karnataka, Ấn Độ.